# BMW X1
El BMW X1 es un automóvil todoterreno de lujo del segmento C que el fabricante alemán BMW comenzó a vender a finales del año 2009. Tiene cinco plazas, carrocería de cinco puertas, caja de cambios de seis marchas, motor delantero longitudinal y tracción trasera o a las cuatro ruedas. Se posiciona por debajo del BMW X3 —que es del segmento D—, y tiene como rivales al Audi Q3, el Mercedes-Benz Clase GLA, el Jaguar E-Pace, el Range Rover Evoque, el Volkswagen Tiguan y el Volvo XC40.

## Primera generación (E84, 2009-2015)
El X1 de primera generación se mostró por primera vez como prototipo en el Salón del Automóvil de París de 2008, con modificaciones mínimas en relación con la versión de producción.

### Motorizaciones
En su lanzamiento, el único motor de gasolina del X1 será un seis cilindros en línea atmosférico de 3.0 litros de cilindrada con inyección indirecta y 258 CV de potencia máxima. Por su parte, el diésel será un 2.0 litros con turbocompresor de geometría variable, inyección directa common rail e intercooler que se ofrecerá en variantes de 143, 177 y 204 CV.
| Periodo                        | 2009-2015                                         | 2011-2015                                                 | 2009-2011                 | 2009-2011                 | 2011-2015                                                 | 2013-2015                                                 |
| Identificación del motor       | N46 B20                                           | N20 B20                                                   | N52 B30                   | N52 B30                   | N20 B20                                                   | N55 B30                                                   |
| Tipo de motor                  | L4 16v                                            | L4 16v, inyección directa, twin-scroll turbo, intercooler | L6 24v                    | L6 24v                    | L4 16v, inyección directa, twin-scroll turbo, intercooler | L6 24v, inyección directa, turbo twin-scroll, intercooler |
| Diámetro x carrera             | 84.0 mm × 90.0 mm                                 | 84.0 mm × 90.1 mm                                         | 85.0 mm × 88.0 mm         | 85.0 mm × 88.0 mm         | 84.0 mm × 90.1 mm                                         | 84.0 mm × 89.6 mm                                         |
| Cilindrada                     | 1995 cm³                                          | 1997 cm³                                                  | 2996 cm³                  | 2996 cm³                  | 1997 cm³                                                  | 2979 cm³                                                  |
| Relación de compresión         | 10.5: 1                                           | 10.0: 1                                                   | -                         | 10.7: 1                   | 10.0: 1                                                   | 10.2: 1                                                   |
| Potencia máxima: CV (kW) @ rpm | 150 CV (110 kW) @ 6400                            | 184 CV (135 kW) @ 5000-6250                               | 218 CV (160 kW) @ 6100    | 258 CV (190 kW) @ 6600    | 245 CV (180 kW) @ 5000-6500                               | 306 CV (225 kW) @ 5800                                    |
| Par máximo: Nm @ rpm           | 200 Nm @ 3600                                     | 270 Nm @ 1250-4500                                        | 277 Nm @ 2500             | 310 Nm @ 2600-3000        | 350 Nm @ 1250-4800                                        | 400 Nm @ 1300-5000                                        |
| Tracción                       | Trasera                                           | Trasera / Total (xDrive)                                  | Total (xDrive)            | Total (xDrive)            | Total (xDrive)                                            | Total (xDrive)                                            |
| Transmisión                    | Manual, 6 velocidades / Automática, 6 velocidades | Manual, 6 velocidades / Automática, 8 velocidades         | Automática, 6 velocidades | Automática, 6 velocidades | Manual, 6 velocidades / Automática, 8 velocidades         | Automática, 6 velocidades                                 |
| Aceleración 0–100 km/h         | 9.7 s                                             | 7.8-7.4 s                                                 | 7.9 s                     | 6.8 s                     | 6.1 s                                                     | 5.6 s                                                     |
| Velocidad máxima               | 202 km/h                                          | 215-220 km/h                                              | 223 km/h                  | 230 km/h                  | 240 km/h                                                  | 250 km/h (Limitada electrónicamente)                      |
| Consumo combinado (L/100 km)   | 8.2                                               | 7.1-7.7                                                   | 9.3                       | 9.4                       | 7.9                                                       | 9.6                                                       |
| Normativa anticontaminación    | Euro 5                                            | Euro 5                                                    | Euro 5                    | Euro 5                    | Euro 5                                                    | Euro 5                                                    |

| Periodo                        | 2012-2015                                                  | 2009-2012                                                  | 2011-2015                                                  | 2009-2012                                                  | 2012-2015                                                  | 2009-2012                                                    | 2012-2015                                                    |
| Identificación del motor       | N47 D20                                                    | N47 D20                                                    | N47 D20                                                    | N47 D20                                                    | N47 D20                                                    | N47 D20                                                      | N47 D20                                                      |
| Tipo de motor                  | L4 16v, inyección directa, common-rail, turbo, intercooler | L4 16v, inyección directa, common-rail, turbo, intercooler | L4 16v, inyección directa, common-rail, turbo, intercooler | L4 16v, inyección directa, common-rail, turbo, intercooler | L4 16v, inyección directa, common-rail, turbo, intercooler | L4 16v, inyección directa, common-rail, biturbo, intercooler | L4 16v, inyección directa, common-rail, biturbo, intercooler |
| Diámetro x carrera             | 84.0 mm × 90.0 mm                                          | 84.0 mm × 90.0 mm                                          | 84.0 mm × 90.0 mm                                          | 84.0 mm × 90.0 mm                                          | 84.0 mm × 90.0 mm                                          | 84.0 mm × 90.0 mm                                            | 84.0 mm × 90.0 mm                                            |
| Cilindrada                     | 1995 cm³                                                   | 1995 cm³                                                   | 1995 cm³                                                   | 1995 cm³                                                   | 1995 cm³                                                   | 1995 cm³                                                     | 1995 cm³                                                     |
| Relación de compresión         | 16.5: 1                                                    | 16.5: 1                                                    | 16.5: 1                                                    | 16.5: 1                                                    | 16.5: 1                                                    | 16.5: 1                                                      | 16.5: 1                                                      |
| Potencia máxima: CV (kW) @ rpm | 116 CV (85 kW) @ 4000                                      | 143 CV (105 kW) @ 4000                                     | 163 CV (120 kW) @ 3250-4200                                | 177 CV (130 kW) @ 4000                                     | 184 CV (135 kW) @ 4000                                     | 204 CV (150 kW) @ 4400                                       | 218 CV (160 kW) @ 4400                                       |
| Par máximo: Nm @ rpm           | 260 Nm @ 1750-3000                                         | 320 Nm @ 1750-2500                                         | 380 Nm @ 1750-2500                                         | 350 Nm @ 1750-3000                                         | 380 Nm @ 1750-2750                                         | 400 Nm @ 2000-2250                                           | 450 Nm @ 1500-2500                                           |
| Tracción                       | Trasera                                                    | Trasera / Total (xDrive)                                   | Trasera                                                    | Trasera / Total (xDrive)                                   | Trasera / Total (xDrive)                                   | Total (xDrive)                                               | Total (xDrive)                                               |
| Transmisión                    | Manual, 6 velocidades                                      | Manual, 6 velocidades / Automática, 6 velocidades          | Manual, 6 velocidades                                      | Manual, 6 velocidades / Automática, 6 velocidades          | Manual, 6 velocidades / Automática, 8 velocidades          | Automática, 6 velocidades                                    | Automática, 8 velocidades                                    |
| Aceleración 0–100 km/h         | 11.5 s                                                     | 10.1-9.6 s                                                 | 8.3 s                                                      | 8.4-8.1 s                                                  | 8.1-7.8 s                                                  | 7.3 s                                                        | 6.8 s                                                        |
| Velocidad máxima               | 190 km/h                                                   | 195-200 km/h                                               | 215 km/h                                                   | 213-218 km/h                                               | 215-220 km/h                                               | 223 km/h                                                     | 230 km/h                                                     |
| Consumo combinado (L/100 km)   | 4.9                                                        | 5.2-5.7                                                    | 4.5                                                        | 5.3-5.8                                                    | 4.9-5.5                                                    | 6.0                                                          | 5.9                                                          |
| Normativa anticontaminación    | Euro 5                                                     | Euro 5                                                     | Euro 5                                                     | Euro 5                                                     | Euro 5                                                     | Euro 5                                                       | Euro 5                                                       |

## Segunda generación (F48, 2016-presente)
El X1 de segunda generación se presentó en el Salón del Automóvil de Frankfurt de 2015, y se lanzó al mercado ese mismo año.
En esta segunda generación BMW abandona la propulsión trasera a favor de la tracción delantera. 
Los motores gasolina son un tres cilindros de 1,5 litros y 136 CV, y un cuatro cilindros turbo de 2,0 litros en variantes de 192 o 231 CV. En tanto, los Diesel son tres cilindros de 1,5 litros y 116 CV, y un cuatro cilindros turbo de 2,0 litros en variantes de 150, 190 y 231 CV.

### Motorizaciones
| Periodo                        | 2015-2017                                                 | 2017-presente                                             | 2015-presente                                             | 2015-presente                                             |
| Identificación del motor       | B38 A15M0                                                 | B38 A15M1                                                 | B48 B20                                                   | B48 B20                                                   |
| Tipo de motor                  | L3 12v, inyección directa, twin-scroll turbo, intercooler | L3 12v, inyección directa, twin-scroll turbo, intercooler | L4 16v, inyección directa, twin-scroll turbo, intercooler | L4 16v, inyección directa, twin-scroll turbo, intercooler |
| Diámetro x carrera             | 82.0 mm × 94.6 mm                                         | 82.0 mm × 94.6 mm                                         | 82.0 mm × 94.6 mm                                         | 82.0 mm × 94.6 mm                                         |
| Cilindrada                     | 1499 cm³                                                  | 1499 cm³                                                  | 1998 cm³                                                  | 1998 cm³                                                  |
| Relación de compresión         | 11.0: 1                                                   | 11.0: 1                                                   | 11.0: 1                                                   | 10.2: 1                                                   |
| Potencia máxima: CV (kW) @ rpm | 136 CV (100 kW) @ 4400-6000                               | 140 CV (103 kW) @ 4600-6500                               | 192 CV (141 kW) @ 5000-6000                               | 231 CV (170 kW) @ 4750-6000                               |
| Par máximo: Nm @ rpm           | 220 Nm @ 1400-4300                                        | 220 Nm @ 1480-4200                                        | 280 Nm @ 1350-4600                                        | 350 Nm @ 1250-4500                                        |
| Tracción                       | Delantera                                                 | Delantera                                                 | Delantera / Total (xDrive)                                | Total (xDrive)                                            |
| Transmisión                    | Manual, 6 velocidades / Automática, 6 velocidades         | Manual, 6 velocidades / Automática, 7 velocidades         | Automática, 7 velocidades / Automática, 8 velocidades     | Automática, 8 velocidades                                 |
| Aceleración 0–100 km/h         | 9.7 s                                                     | 9.6 s                                                     | 7.6-7.4 s                                                 | 6.5 s                                                     |
| Velocidad máxima               | 202 km/h                                                  | 205 km/h                                                  | 223-226 km/h                                              | 235 km/h                                                  |
| Consumo combinado (L/100 km)   | 5.1-5.3                                                   | 5.3-5.4                                                   | 6.3-5.8                                                   | 6.4-6.6                                                   |
| Normativa anticontaminación    | Euro 6                                                    | Euro 6                                                    | Euro 6                                                    | Euro 6                                                    |

| Periodo                        | 2015-presente                                              | 2015-presente                                              | 2015-presente                                              | 2015-presente                                                |        |        |        |
| Identificación del motor       | B37 C15                                                    | B47 D20                                                    | B47 D20                                                    | B47 D20                                                      |        |        |        |
| Tipo de motor                  | L3 12v, inyección directa, common-rail, turbo, intercooler | L4 16v, inyección directa, common-rail, turbo, intercooler | L4 16v, inyección directa, common-rail, turbo, intercooler | L4 16v, inyección directa, common-rail, biturbo, intercooler |        |        |        |
| Diámetro x carrera             | 84.0 mm × 90.0 mm                                          | 84.0 mm × 90.0 mm                                          | 84.0 mm × 90.0 mm                                          | 84.0 mm × 90.0 mm                                            |        |        |        |
| Cilindrada                     | 1496 cm³                                                   | 1995 cm³                                                   | 1995 cm³                                                   | 1995 cm³                                                     |        |        |        |
| Relación de compresión         | 16.5: 1                                                    | 16.5: 1                                                    | 16.5: 1                                                    | 16.5: 1                                                      |        |        |        |
| Potencia máxima: CV (kW) @ rpm | 116 CV (85 kW) @ 4000                                      | 150 CV (110 kW) @ 4000                                     | 190 CV (140 kW) @ 4000                                     | 231 CV (170 kW) @ 4400                                       |        |        |        |
| Par máximo: Nm @ rpm           | 270 Nm @ 1750-2250                                         | 330 Nm @ 1750-2750                                         | 400 Nm @ 1750-2500                                         | 450 Nm @ 1500-3000                                           |        |        |        |
| Tracción                       | Delantera                                                  | Delantera / Total (xDrive)                                 | Total (xDrive)                                             | Total (xDrive)                                               |        |        |        |
| Transmisión                    | Manual, 6 velocidades                                      | Manual, 6 velocidades / Automática, 8 velocidades          | Manual, 6 velocidades / Automática, 8 velocidades          | Automática, 8 velocidades                                    |        |        |        |
| Aceleración 0–100 km/h         | 11.1 s                                                     | 9.2 s                                                      | 7.6-7.9 s                                                  | 6.6 s                                                        |        |        |        |
| Velocidad máxima               | 190 km/h                                                   | 204-205 km/h                                               | 219 km/h                                                   | 235 km/h                                                     |        |        |        |
| Consumo combinado (L/100 km)   | 3.9                                                        | 4.1-5.0                                                    | 4.7-5.1                                                    | 5.0-5.2                                                      |        |        |        |
| Normativa anticontaminación    | Euro 6                                                     | Euro 6                                                     | Euro 6                                                     | Euro 6                                                       | Euro 6 | Euro 6 | Euro 6 |